# Federico Ghisletta
Federico Ghisletta (* 27. Mai 1907 in Camorino; † 3. Mai 1989 in Bellinzona) war ein Schweizer Politiker (SP). Er war Gemeindepräsident von Camorino, Tessiner Grossrat, und Staatsrat.

## Leben
Federico Ghisletta war Sohn des Landwirts Giuseppe. Er heiratete Giulietta Regusci, Tochter des Cesare, Bauern. Nachdem er sein Handelsstudium wegen einer schweren Krankheit unterbrochen hatte, übernahm er den väterlichen Betrieb. 1942 wurde er vom Tessiner Milchproduzentenverband angestellt, ab 1947 war er stellvertretender und dann kantonaler landwirtschaftlicher Sekretär von 1958 bis 1959. Als Politiker im Jahr 1932 trat er der Sozialistischen Partei bei; dann wurde er Stadtrat von 1932 bis 1940 und Gemeindepräsident von Camorino von 1948 bis 1959. Er war Abgeordneter im Grossrat von 1935 bis 1959, (Präsident 1954) und Staatsrat von 1959 bis 1971.
Als Vorsitzender der Sozialistischen Partei des Tessins von 1967 bis 1971 leitete er den heiklen Moment der internen Spaltung, aus der die des Partito Socialista Autonomo (PSA) hervorging. Er war auch Gründer und Präsident der Associazione ticinese della Terza Età und Präsident der Verlagsgenossenschaft Libera Stampa. 
Als Mensch war er schüchtern und pragmatisch; als Führer der sozialist. Partei blieb er der bäuerl. Welt verbunden.